# Georgi Aramowitsch Garanjan
Georgi Aramowitsch Garanjan (russisch Георгий Арамович Гаранян; * 15. August 1934 in Moskau; † 11. Januar 2010 in Krasnodar) war ein russischer Jazz-Altsaxophonist, Bandleader und Komponist armenischer Herkunft, der 1993 als Volkskünstler Russlands ausgezeichnet wurde.

## Leben und Wirken
Garanjan gehörte zu den ersten russischen Musikern, die in der westlichen Welt die Aufmerksamkeit auf die Musikszene der vergangenen UdSSR auf sich zogen. Seine Karriere begann in den Nachkriegsjahren; in den 1970er Jahren wurde er bekannt als Leiter von Big Bands, wie der Formation Melodia (1970er bis 1980er) und der Moscow Big Band (1992–1995); außerdem leitete er die städtische Big Band in Krasnodar, die landesweit auftrat. Garanian wirkte bei zahlreichen Aufnahmen mit und trat auf internationalen Festivals auf. Bei einem Gastspiel in Prag weckte er das Interesse des Kritikers John Hammond; Willis Conover, der das Voice of America-Jazzprogramm moderierte, lud ihn ein, bei internationalen Jazzfestivals in Ungarn und Jugoslawien ein. Garanian spielte 2000 mit der Band Oregon und als Leiter des Tschaikowskij-Orchesters das Album Oregon in Moscow ein; dafür wurde er für einen Grammy Award nominiert. Im März 2010 wurde posthum Garanians Album Jazz in Tuxedos veröffentlicht, das er mit dem Moscow virtuosi Kammerorchester und dem Pianisten Denis Mazujew eingespielt hatte.

## Diskographische Hinweise
- Georgi Garanian und Ensemble Melodia: With Old Rhythms (Melodia)